# Curió-Utinga

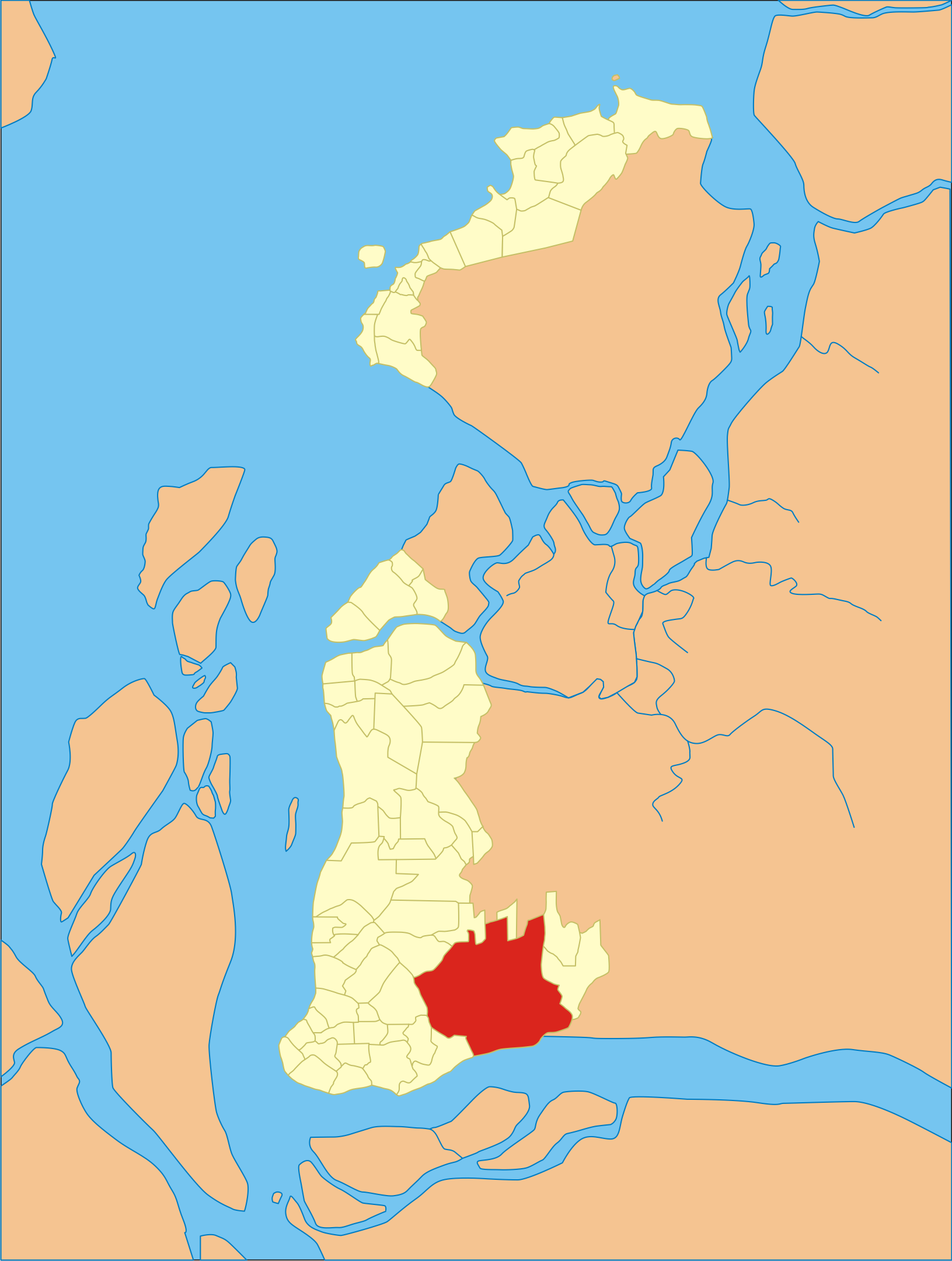
Localização do bairro Curió-Utinga em Belém do Pará

Curió-Utinga é um bairro da cidade brasileira de Belém.
Apesar de ser o maior bairro em extensão territorial, sua população é relativamente pequena em relação a outros bairros da capital. A maior parte territorial do bairro é ocupada pelo verde de reservas e mananciais do "parque ambiental de Belém" (de propriedade do governo do estado). Também abriga a sede da Companhia de Saneamento do Pará (COSANPA) onde tem a maior fonte de abastecimento de água potável da cidade, os Lagoa Água Preta e Lago Bolonha. O bairro do Curió-Utinga também abriga a Central de Abastecimento de Alimentos do Estado do Pará (CEASA/PA).